# シスター (テレビドラマ)
『シスター』は、NHKで、2009年12月11日・12月18日に、毎週金曜日の22:00 - 22:45（金曜ドラマ枠）に放送されたテレビドラマである。
姉を不慮の事故で亡くした女性と、名声を得ながら恋人の死後スランプに陥った写真家との恋を、写真家、女性の幼なじみ、女性の視点からそれぞれ描き出し、その中で隠された真相が明らかになる構成となっている。ドラマの撮影は、全編函館でロケが敢行された。主演の加藤ローサは本作がNHKドラマ初出演・初主演。

## あらすじ
〜1st Story〜 IKUMA
2009年4月6日、写真家の生馬は創作活動に打ち込むため、函館にやってきた。特別講義で訪れた大学で自身の写真「思い出の場所」と同じ場所で姉の写真を撮影した由比に出会い、彼女の明るい笑顔に惹かれていくが、生馬は由比が恋人だった祥子の妹であることに気づいてしまう。さらに水道工事でやってきた直人から「彼女に近づくな」と告げられる。そんな中、大学構内に展示されていた「思い出の場所」の写真が何者かに持ち出された上、燃やされてしまう。
〜2nd Story〜 NAOTA
2007年10月10日、直太は誕生日を迎え、一緒に祝ってくれた幼なじみの由比と祥子の帰りを待っていたが、警察から祥子が死んだという連絡を受ける。その日、直太は東京から帰ってきたばかりの祥子と最後に会っていたが、祥子はリストバンドをプレゼントし、由比を守ってあげてと告げる一方、人を好きになるのって本当に難しいと意味深な言葉を呟く。直太は独りぼっちになった由比を守ることを誓う。2009年5月、直太は由比に頼まれ、水道工事の作業員に成りすまし、生馬の部屋に潜入。しかしその後、由比が生馬に近づくにつれ、直太との距離が離れていく。
〜3rd Story〜 YUI
祥子がカメラの勉強をするために上京する前に、由比は祥子と二人だけの秘密の場所を訪れ、写真を撮った。しかし生馬がブラナー国際写真賞を受賞した写真「思い出の場所」は、二人しか知らないはずの場所で撮影されたもので、構図も酷似していた。生馬の受賞会見が行われていたその時、由比の元に祥子の死が知らされた。2009年5月、直太が水道工事の作業員に成りすましてやって来た隙に、由比が生馬の部屋を調査した時、祥子が生馬と付き合っていたことを知る。さらに生馬について調べる中で、由比は生馬がブラナー国際写真賞を受賞した時の総評にあった「成瀬生馬のものとは思えない」という一文に目を留める。
the last story of Sister
祥子が彼女の作品に目を留めた写真家にスカウトされ、東京に行くことになった。祥子は自分と由比の作品を見た著名な写真家から二人一緒に東京に来ないかと誘われたことを伝える。2009年10月9日、直太は祥子の遺品の中に生馬に宛てた手紙を見つける。その手紙はのちに由比も目を通すことになるが、「思い出の場所」の写真の真実と生馬への思いが綴られていた。そして直太は手紙を携えて生馬を呼び出し、生馬への復讐を企む由比を止めるために、あることを頼む。

## キャスト
小田桐由比 - 加藤ローサ（幼少期：畠山彩奈）
函館芸術大学で写真を学ぶ大学生。大学に特別講義で訪れた生馬と出会い惹かれていく。女手一つで姉妹を育てた母親は、由比が5歳の時に線路に足が挟まった由比をかばい、電車にはねられて亡くしている。
成瀬生馬 - 小澤征悦
世界的な写真家。「思い出の場所」がドイツのブラナー国際写真賞を受賞して以来、カメラのシャッターを押したり、フラッシュや朝日などの強い光を浴びるのが辛く、スランプに陥っている。
小田桐祥子 - 紺野まひる（幼少期：須藤みり愛）
由比の姉で生馬の元恋人。2007年10月10日に踏切内で電車にはねられ、謎の死を遂げる。イシアンサスの花が好き。
山田直太 - 田中圭
10月10日生まれ。由比・祥子姉妹の幼なじみ。両親はイカ漁師で、遠洋漁業で家を空けることが多い。
村上優也 - 加藤清史郎（後編）
踏切を訪れ、線路に足が挟まった自分をかばって亡くなった祥子に謝罪する。

## スタッフ
- 脚本・演出：渋谷未来（テレパック）
- 音楽：泉浩二
- 制作統括：大加章雅、篠原茂（テレパック）
- 制作・著作：NHK、テレパック

## サブタイトル
| 各話                                                       | 放送日         | サブタイトル                                 | 視聴率 |
| ---------------------------------------------------------- | -------------- | -------------------------------------------- | ------ |
| 前編                                                       | 2009年12月11日 | あなたは真相をつかめるか? 新型ラブサスペンス | 4.3%   |
| 後編                                                       | 2009年12月18日 | 解決編真相はこうだ! 隠された真実             | 2.8%   |
| 平均視聴率：3.6%（視聴率は関東地区・ビデオリサーチ社調べ） |                |                                              |        |